# Гремяченский район
Гремяченский район — административно-территориальная единица в Центрально-Чернозёмной и Воронежской областях РСФСР, существовавшая в 1928-1963 годах. Административный центр — село Гремячье.
Район был образован 30 июля 1928 года в составе Воронежского округа Центрально-Чернозёмной области. В него вошла территория бывшей Гремяченской волости Воронежского уезда Воронежской губернии. После расформирования 19 сентября 1929 Воронежского округа Гремяченский район перешёл в Усманский округ, упразднённый 23 июля 1930 года.
После расформирования Центрально-Чернозёмной области 13 июня 1934 года район вошёл в состав вновь образованной Воронежской области.
1 февраля 1963 года Гремяченский район был упразднён, его территория вошла в состав Хохольского района.